# K. Overpeltse VV
Koninklijke Overpeltse Voetbalvereeniging byl belgický fotbalový klub sídlící ve městě Overpelt. Klub byl založen v roce 1932, zanikl v roce 2014 sloučením do klubu KFC Esperanza Pelt.

## Umístění v jednotlivých sezonách
| Sezóny  | Liga              | Úroveň | Z  | V  | R  | P  | VG | OG | +/- | B  | Pozice |
| ------- | ----------------- | ------ | -- | -- | -- | -- | -- | -- | --- | -- | ------ |
| 2010/11 | Promotion – sk. C | 4      | 30 | 10 | 9  | 11 | 37 | 40 | -3  | 39 | 10.    |
| 2011/12 | Promotion – sk. C | 4      | 30 | 14 | 10 | 6  | 63 | 36 | +26 | 52 | 3.     |
| 2012/13 | Promotion – sk. C | 4      | 32 | 10 | 8  | 14 | 50 | 51 | -1  | 38 | 11.    |
| 2013/14 | Promotion – sk. C | 4      | 30 | 14 | 8  | 8  | 58 | 41 | +17 | 50 | 3.     |